# Râul Furtuneasca
Râul Furtuneasca este un curs de apă, afluent al râului Șușița. 